# Michel Habib-Deloncle

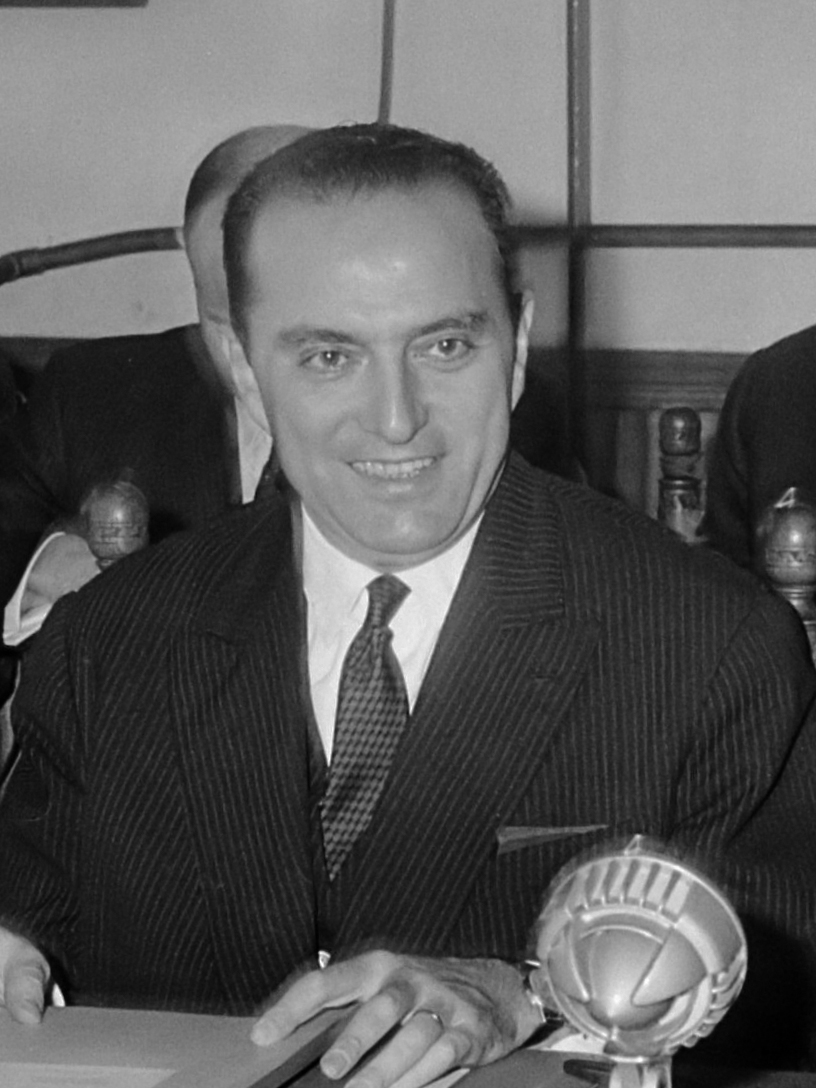
Michel Habib-Deloncle (1965)

Michel Habib-Deloncle (* 26. November 1921 in Neuilly-sur-Seine; † 26. Oktober 2006 in Paris) war ein französischer Politiker.
Habib-Deloncle legte ein Examen in Recht und Literatur ab und war von 1955 bis 1989 Anwalt am Berufungsgericht in Paris.
Von 1940 an kämpfte er auf Seiten der Gaullisten im Widerstand gegen deutsche Besatzung und die französische Kollaboration mit dem NS-Regime, wofür er mit dem Croix de guerre ausgezeichnet wurde. Während des Nürnberger Prozesses war er Mitglied der französischen Delegation.
Von 1948 bis 1954 war Habib-Deloncle Sekretär der RPF-Fraktion in der französischen Nationalversammlung. 1954 wurde er unter dem Minister für Bauwesen, Jacques Chaban-Delmas, Staatssekretär im Kabinett von Pierre Mendès France. Nach der Rückkehr Charles de Gaulles auf die politische Bühne war er von 1958 bis 1963 sowie von 1967 bis 1973 gaullistischer Abgeordneter in der Nationalversammlung. Vom 28. November 1962 bis zum 8. Januar 1966 war er unter Premierminister Georges Pompidou Staatssekretär im Außenministerium, anschließend bis zum 1. April 1967 im Erziehungsministerium. Von 1967 bis 1973 war er Mitglied des Europaparlaments.
Habib-Deloncle war Vizepräsident der internationalen Paneuropa-Union und internationaler Präsident des Europäischen Dokumentations- und Informationszentrums (CEDI) von 1971 bis 1972. Als Sohn eines syrischen Vaters war er außerdem mehr als dreißig Jahre lang Präsident der französisch-arabischen Handelskammer.

## Auszeichnungen
- 1969: Großes Goldenes Ehrenzeichen für Verdienste um die Republik Österreich[1]